# Zuondra-Tunnel

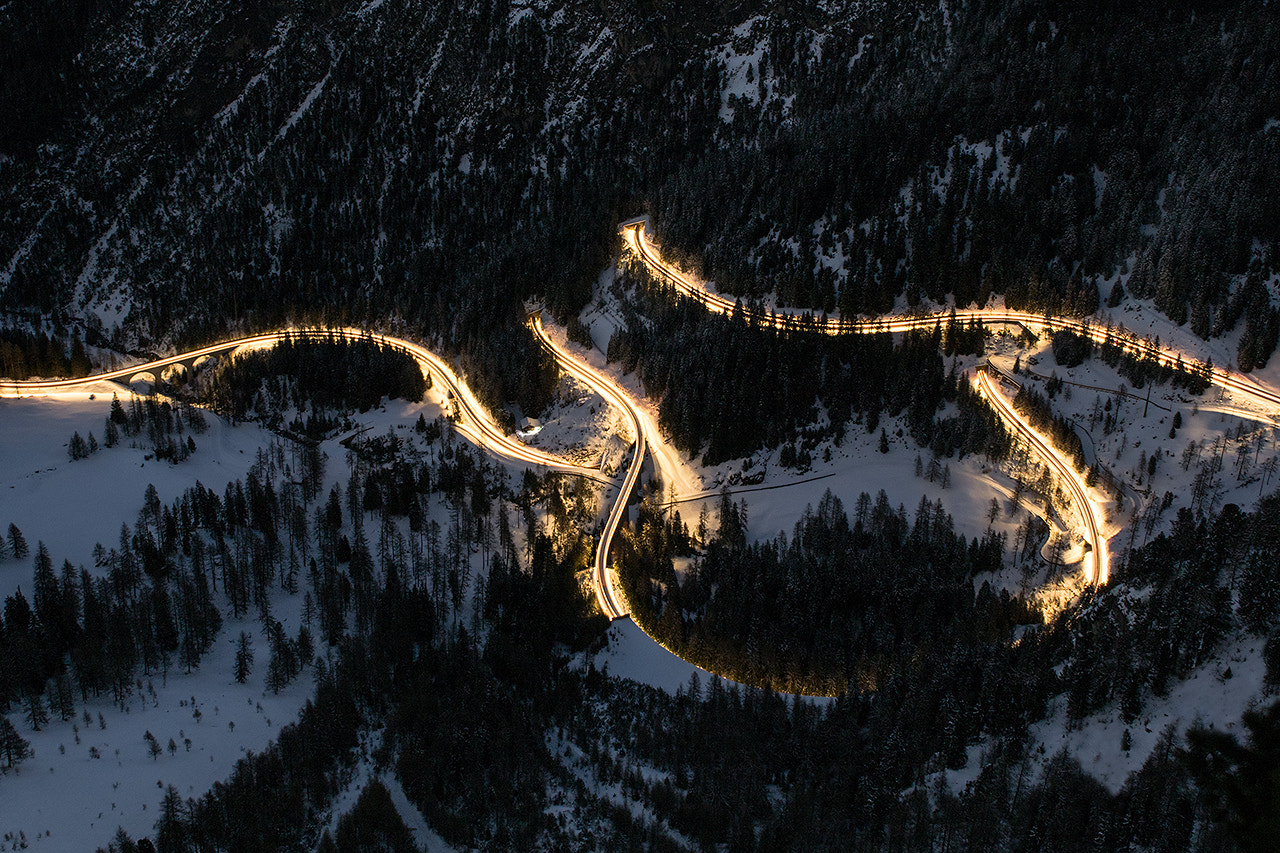
Albulabahn beim Zuondra-Tunnel (oben), Nachtbild (2017)

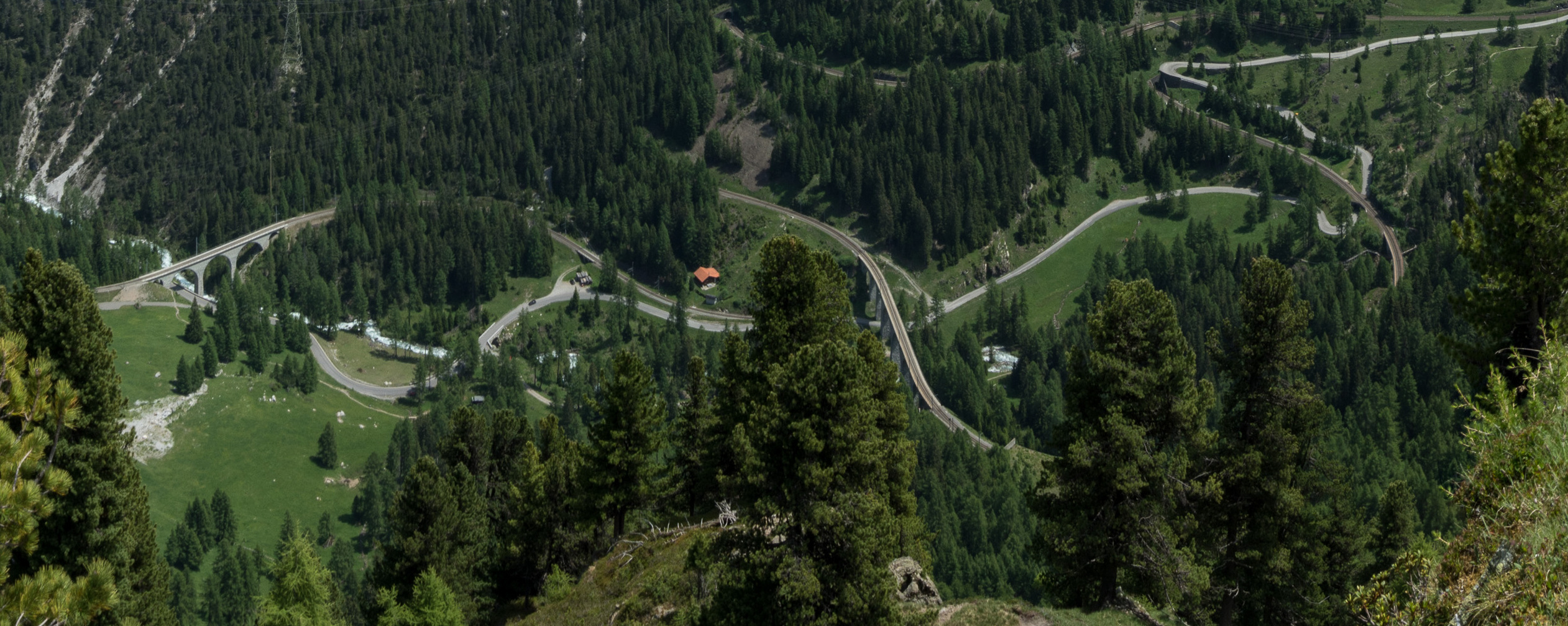
Albulabahn beim Zuondra-Tunnel, bei Tag (2015)

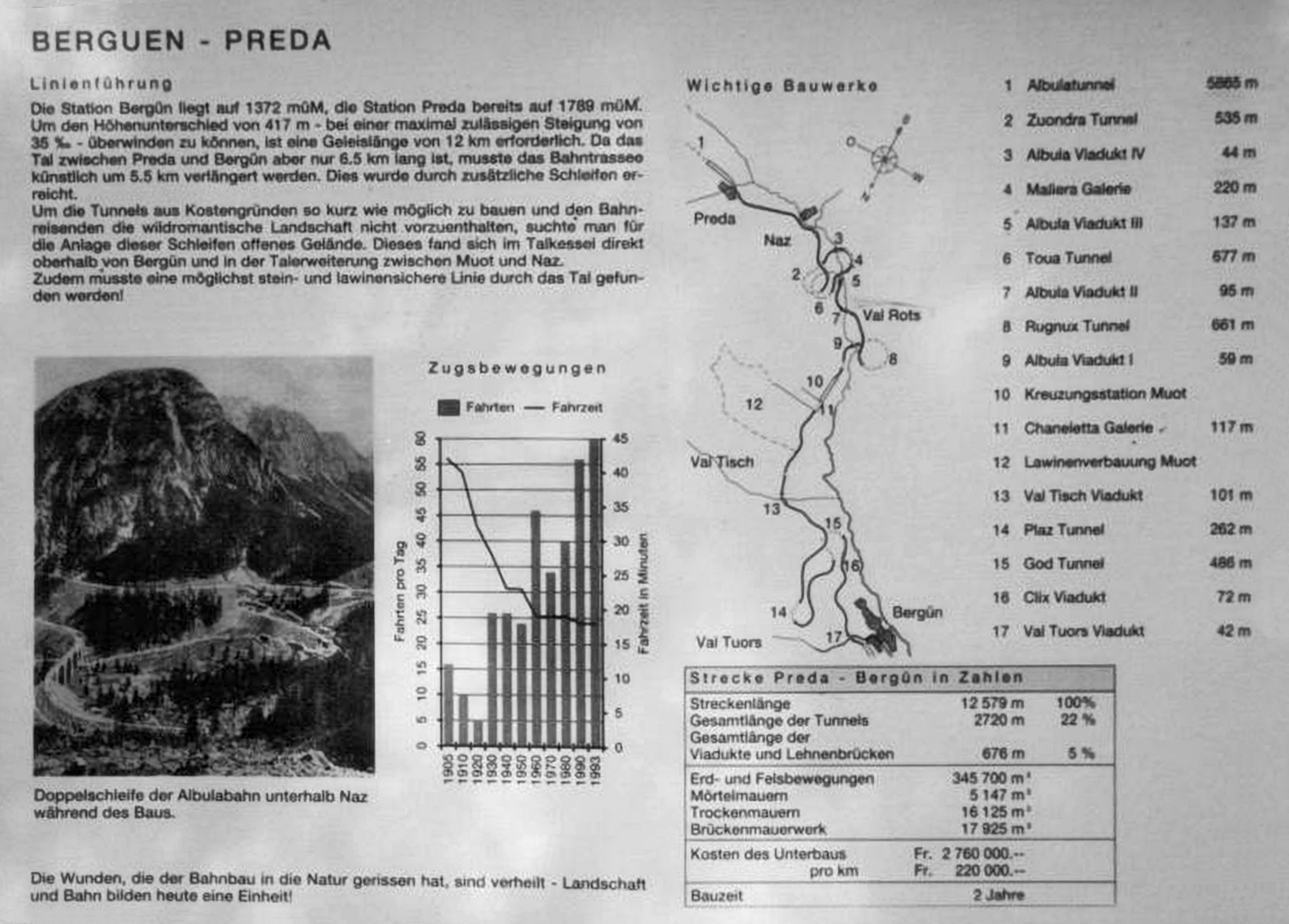
Streckenverlauf (Hinweisschild am Bahnlehrpfad)

Der Zuondra-Tunnel ist der oberste Kreiskehrtunnel der Albulabahn auf dem Abschnitt Bergün-Preda im Kanton Graubünden (Schweiz). Gleichzeitig ist er der zweitletzte Tunnel der Strecke überhaupt (von Thusis kommend). Er hat eine Länge von 535 Metern. Die insgesamt drei Kreiskehrtunnel und vier Albulaviadukte (Querung des Tales) gewähren den Gewinn von Höhe, ohne die eine Adhäsionsbahn nicht möglich wäre. Speziell ist der Umstand, dass der Zuondra-Tunnel und der Toua-Tunnel direkt lotrecht übereinander in dieselbe Bergflanke getrieben wurden.